# 種田恵

種田 恵（たねだ めぐみ、1986年9月20日 - ）は、日本の元競泳選手。元大手スポーツ用品メーカーミズノの社員。種目は平泳ぎ。
身長162cm。血液型AB型。

## 経歴
北海道札幌市出身。2歳の頃、喘息気味で体力をつけたいという理由から母とともにベビースイミングを始める。幼稚園から小学2年途中までを静岡県で、その後中学1年までを埼玉県で過ごすなど、親の転勤で幼少時代は各地を転々としていた。選手クラスには小学4年から所属。中学時代からトップレベルの大会に出場し、次代を担う存在として注目を集めていた。
2002年4月、札幌大谷高等学校入学。インターハイで決勝の常連に名を連ねるものの、その先へ進むまでには今一歩の状態が続いた。2005年春に卒業後、日本水泳連盟からの勧誘を受けて母とともに上京。神奈川大学に入学、経済学部経済学科に籍を置いた。
入学直後の日本選手権200m平泳ぎで優勝し、その年のモントリオール世界選手権で日本代表に選ばれる。しかし、担当コーチが突然失踪し、指導者不在になった。そこで背泳ぎの中村真衣が中央大学進学後も籍を置いていた、新潟県長岡市にあるJSS長岡の竹村吉昭コーチに救いを求め、2007年10月、長岡に転居した。
2008年4月17日、北京五輪代表選考会を兼ねた日本選手権において100m平泳ぎ、20日の200m平泳ぎでそれぞれ優勝し、初の五輪切符を手にした。本番では200mで決勝に残り8位となったものの、100mは予選敗退。
北京オリンピック前に写真家篠山紀信が手掛けた写真集「VENUS北京」（小学館）で表紙として抜擢された。
2009年4月、神奈川大学を卒業し、ミズノ入社。それまでミズノ水泳部の女子部員は寺川綾だけだったこともあり、商品開発のために泳ぐ傍らで自らのスキルアップを図るという厳しい環境の下で競技生活を続けていた。
2012年、ロンドンオリンピックを目指して4月の日本水泳選手権に出場したが、100m＆200m共に予選で敗退し、オリンピック連続出場を逸したことから現役引退を決意し、5月25日に発表した。今後はジュニア向け水泳教室の指導など普及活動を中心に行うとしている。
2019年4月21日にTBSのバラエティ番組「消えた天才」の「あの美女アスリートは今?」に出演。結婚して1男1女の母であり、主婦業の傍ら、水泳教室の指導・講演を行っている。